# Мост Лупу
Мост Лупу (кит. 盧浦大橋) — второй по длине стальной арочный мост в мире, после моста Чаотяньмэнь в Чунцине, арка которого длиннее на 2 метра. Название моста происходит от аббревиатуры названий двух районов Шанхая, которые он соединяет — района Лувань, находящемся на северном берегу реки Хуанпу, и Пудун, расположенном, соответственно, на южном берегу.
Мост был спроектирован и построен для разгрузки транспортной сети Шанхая, а также, чтобы помочь справиться с трафиком, ожидаемым на Expo 2010.

## Конструкция
Общая длина моста — 3,9 км. Длина арки через реку составляет 550 метров, что на 32 метра длиннее предыдущего рекордсмена New River Gorge Bridge, расположенного в Фейтервилли, Западная Вирджиния, США. Высота проезжей части над водой — 46 м.
Конструктивно главный пролёт моста представляет собой стальной арочный мост с затяжкой, с шестиполосной проезжей частью посередине. Проезжая часть подвешена к двум наклоненным друг к другу под углом 5 градусов аркам на 56 тросах (по 28 с каждой стороны). Между собой арки соединены двадцатью восемью поперечными балками. Так же мост имеет 16 тросовых затяжек, натянутых горизонтально между опорами арки под проезжей частью. Необходимость затяжки вызвана слабой несущей способностью песчано-глинистого грунта в Шанхае вообще, и особенно у реки. Затяжка устраняет горизонтальные нагрузки на опоры арки, без неё опоры бы «разъехались» в разные стороны. Также, ввиду слабости грунта, каждая опора установлена на свайном фундаменте из 118 фрикционных свай — стальных труб диаметром 900 мм, с глубиной погружения до 65 м. Толщина стенки трубы меняется от 22 мм в самой глубокой части, до 16 мм у поверхности.
Согласно проекту, мост способен выдержать 12-балльный ураган и землетрясение магнитудой 7,0.

## Проектирование и строительство

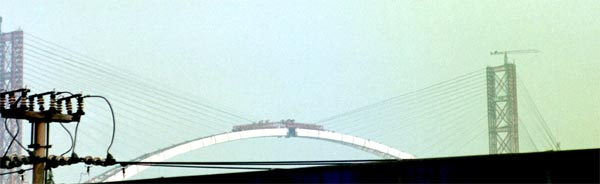
Строительство арки моста Лупу

В августе 1999 года администрацией города Шанхай был проведен конкурс на лучший проект моста Лупу. Оценивал проекты комитет из 15 местных специалистов (мостостроителей, архитекторов, экономистов и. т. д.). Победивший проект был представлен совместно Shanghai Municipal Engineering Design Institute и Shanghai Urban Construction Design Institute. Технико-экономическое обоснование было предоставлено в мае 2000 года. Контракт на строительство получила Shanghai Construction (Group) General Co. Финансирование взял на себя частный консорциум, город в течение 25 лет будет выплачивать по 9,7 % стоимости строительства в год.
Строительство моста началось в октябре 2000 года. Так как власти города не хотели прерывать судоходство по реке, арка моста строилась так, чтобы ему не мешать — при помощи кантилеверного метода. На обоих берегах были построены временные башни — кантилеверы, и к ним по мере монтажа тросами крепились блоки арки. Сами блоки доставлялись баржами по реке и поднимались наверх с помощью лебёдок. Вес каждого блока составлял 100—150 тонн. Строительство обошлось в 302 млн долларов США. На постройку центральной арки пошло более 35 000 тонн стали. Мост был открыт 28 июня 2003 года